# Jakov Machiedo
Jakov pl. Machiedo (1891. − München, 1945.), hrvatski časnik ratnog zrakoplovstva i diplomat, iz hrvatske plemićke obitelji Machiedo

## Životopis
Unuk Ivana Krstitelja Machieda ml. i Anđele r. Bučić, sestre poznatog hrvatskog prirodoslovca Grgura Bučića. Imao je troje braće i sestara. Kunjad (muž sestre Katice) mu je bio Josip Avelini, poznati hvarski gradonačelnik. Jakov je bio zrakoplovni časnik u Austriji, prvoj Jugoslaviji i u NDH, u kojem je nosio čin zrakoplovnog pukovnika. Također je bio u diplomaciji. Bio je konzul NDH u Münchenu. U Műnchenu je i umro.